# Sammy Smyth
Pour les articles homonymes, voir Smyth.
Sammy Smyth, né le 25 février 1925 à Belfast et mort le 19 octobre 2016 au Grand Cayman, est un footballeur international nord-irlandais qui évolue au poste d'attaquant.

## Biographie

### En club
Sammy Smyth joue en Irlande du Nord et en Angleterre. Il évolue notamment avec les équipes anglaises des Wolverhampton Wanderers, de Stoke City, et du Liverpool FC. 
Il dispute 187 matchs au sein des championnats anglais, inscrivant 73 buts. Il réalise sa meilleure performance lors de la saison 1948-1949, où il inscrit 16 buts en première division.

### En équipe nationale
Sammy Smyth joue neuf matchs en équipe d'Irlande du Nord entre 1947 et 1951, inscrivant cinq buts.
Il joue son premier match en équipe nationale le 4 octobre 1947, contre l'Écosse. Il inscrit un doublé lors de ce match, pour une victoire 2-0 à Belfast. Il inscrit ensuite un nouveau doublé en octobre 1949, contre cette même équipe. Malgré tout, les Nord-Irlandais s'inclinent sur le lourd score de 2-8 à domicile. 
Il marque son dernier but en novembre 1949, contre l'Angleterre (défaite 9-2 à Manchester). Il reçoit sa dernière sélection le 14 novembre 1951, contre l'Angleterre (défaite 2-0 à Birmingham).

## Palmarès
- Vainqueur de la Coupe d'Angleterre en 1949 avec les Wolverhampton Wanderers
- Vainqueur de la Coupe d'Irlande du Nord en 1946 avec Linfield